# Monopetalanthus compactus
Espèce
Synonymes
- Monopetalanthus compactus Lane-Poole[2]

Statut de conservation UICN

 VU A1c : Vulnérable
Monopetalanthus compactus est une espèce de plantes à fleurs de la famille des Fabaceae.
Selon Plants of the World Online, c'est un synonyme de Aphanocalyx microphyllus subsp. compactus (Hutch. ex Lane-Poole) Wieringa. Selon ce site, c'est un arbre trouvé en Afrique de l'Ouest (Côte d'Ivoire, Liberia, Sierra Leone) et vivant en milieu tropical humide.

## Publication originale
- Trees, Shrubs, etc. Sierra Leone 64. 1916.